# Arvydas Čepulis
Arvydas Čepulis (ur. 23 października 1979 w Szawlach) – koszykarz litewski występujący na pozycji rzucającego obrońcy, obecnie zawodnik klubu Šiauliai.

## Życiorys
Ruchliwy skrzydłowy, którego specjalnością są rzuty za trzy punkty. Całą dotychczasową karierę spędził w BC Šiauliai. Zadebiutował w polskiej ekstraklasie 15 października 2005 w meczu przeciwko Polonii Warszawa (przegranym 65:79) w ciągu 16:47 minut gry zdobył 6 punktów, miał 1 zbiórkę i 3 faule. Później było już tylko lepiej, w jednym z meczów (przeciwko Noteci 21 kwietnia 2006) zdobył nawet 32 punkty. W całym sezonie rozegrał 29 spotkań, przebywając średnio po 25:24 minut na boisku, średnio notował 12,2 punktów. Do jego sukcesów możemy zaliczyć: półfinał ligi litewskiej (LKL) 02, 03, 04, 05 oraz półfinał Ligi Bałtyckiej w 2005. Po sezonie gry w Bydgoszczy na sezon 2006/2007 przeniósł się do macierzystego klubu.

## Kariera
- 1997-1998: Šiauliai (LKL)
- 1998-1999: Šiauliai (LKL)
- 1999-2000: Šiauliai (LKL)
- 2000-2001: Šiauliai (LKL) -nie grał w LKL tylko w NEBL; Šiauliai Policija-Gubernija (LKAL,1T)
- 2001-2002: BC Šiauliai (LKL)
- 2002-2003: BC Šiauliai (LKL,1T): FIBA Champions Cup, LKL
- 2003-2004: BC Šiauliai (LKL,1T): FIBA Europe Cup, LKL
- 2004-2005: BC Šiauliai (LKL,1T)- FIBA Europe Cup, Baltic League, LKL
- 2005-2006: Astoria Bydgoszcz (POL-EBL)
- 2006/2007: BC Šiauliai

## Osiągnięcia
Drużynowe
- Półfinalista ligi:
  - litewskiej (LKL) 2002, 2003, 2004, 2005
  - bałtyckiej 2005

Indywidualne
- Uczestnik meczu gwiazd Eurochallenge 2007

Reprezentacja
- Uniwersytecki zespół narodowy Litwy 2005
- Światowa Uniwersjada w Izmirze 2005